# Gergö Beliczky
Gergö Beliczky (Boedapest, 3 juli 1990) is een Hongaars voetballer. Hij speelt als aanvaller. In het seizoen 2009/10 stond hij onder contract bij FC Zwolle.
Op 10 maart 2010 werd het contract tussen FC Zwolle en Beliczky per direct ontbonden. De reden is onduidelijk. Vervolgens is Beliczky weer gaan spelen voor Vasas Boedapest. Nu speelt hij voor Ferencvárosi TC

## Statistieken
| Seizoen | Club            | Land      | Competitie     | Wed. | Goals |
| ------- | --------------- | --------- | -------------- | ---- | ----- |
| 2008/09 | Vasas Boedapest | Hongarije | Magyar Liga    | 2    | 1     |
| 2009/10 | FC Zwolle       | Nederland | Eerste divisie | 15   | 2     |
| 2009/10 | Vasas Boedapest | Hongarije | Magyar Liga    | 8    | 3     |
| 2010/11 | Vasas Boedapest | Hongarije | Magyar Liga    | –    | –     |
| 2011/12 | Vasas Boedapest | Hongarije | Magyar Liga    | –    | –     |
| 2012/13 | Ferencvárosi TC | Hongarije | Magyar Liga    | –    | –     |
| Totaal  | Totaal          | Totaal    | Totaal         | 25   | 6     |